# Utecha guadarramensis
Utecha guadarramensis är en insektsart som beskrevs av Ferrari 1882. Utecha guadarramensis ingår i släktet Utecha och familjen dvärgstritar. Inga underarter finns listade i Catalogue of Life.